# Autographa aemula
Autographa aemula is een nachtvlinder uit de familie van de uilen (Noctuidae).
De spanwijdte van de imago bedraagt 36 tot 42 mm. De grondkleur van de voorvleugels is lichtbruin. Midden op de vleugel bevindt zich een opvallende witte vlek, tussen deze vlek en de achterrand is de vleugel veel donkerder van kleur. Nabij de apex bevindt zich tegen de costa een pijlvormige donkere vlek. De achtervleugel is vuilwit.
De soort gebruikt allerlei kruidachtige planten als waardplanten. De soort overwintert als jonge rups. De vliegtijd is van eind juni tot en met augustus.
De soort komt in bergachtige gebieden in het westen van het Palearctisch gebied: de Alpen, de Kaukasus, met uitlopers naar noordoost Turkije en het oostelijk deel van de Pyreneeën. De soort vliegt tussen 1000 en 2000 meter boven zeeniveau.